# André Szymanski
André Szymanski (* 1974 in Karl-Marx-Stadt) ist ein deutscher Schauspieler.

## Leben und Wirken
Szymanski wurde 1974 im heutigen Chemnitz geboren. Er studierte bis 1999 an der Berliner Hochschule für Schauspielkunst „Ernst Busch“.
Nach Abschluss seiner Ausbildung trat er an der Baracke des Deutschen Theaters Berlin auf, wo er in Thomas Ostermeiers Inszenierungen „Shoppen und Ficken“ oder „Mann ist Mann“ zu sehen war. 1999 wechselt er an die Schaubühne am Lehniner Platz, wo er unter anderem in den Stücken „Dantons Tod“ und „Woyzeck“ auftrat. Zur Spielzeit 2009/2010 wechselte Szymanski an das Hamburger Thalia Theater, wo er seither festes Ensemblemitglied ist. Für seine Leistungen als junger Theaterschauspieler wurde er 2011 mit dem Ulrich-Wildgruber-Preis ausgezeichnet.
Ab dem Jahr 2003 folgten auch erste Auftritte in Film- und Fernsehproduktionen. 2014 übernahm er im Film Im Labyrinth des Schweigens, der die Vorgeschichte der Frankfurter Auschwitzprozesse thematisiert, die Rolle des Journalisten Thomas Gnielka.
Von 2005 bis 2009 war André Szymanski mit seiner Schauspielkollegin Valerie Niehaus liiert.

## Theatrografie (Auswahl)
- 1997: Mann ist Mann (Baracke des Deutschen Theaters, Berlin)
- 1998: Shoppen und Ficken (Baracke des Deutschen Theaters, Berlin)
- 1998: Die Jungfrau von Orléans (Deutsches Theater, Berlin)
- 2000: Peace (Schaubühne, Berlin)
- 2001: Fluchtpunkt (Schaubühne, Berlin)
- 2001: Das ist ein Stuhl (Schaubühne, Berlin)
- 2001: Dantons Tod (Schaubühne, Berlin)
- 2002: Macbeth (Schaubühne, Berlin)
- 2003: Woyzeck (Schaubühne, Berlin)
- 2003: Phaidras Liebe (Schaubühne, Berlin)
- 2003: Andromache (Schaubühne, Berlin)
- 2006: Tod eines Handlungsreisenden (Schaubühne, Berlin)
- 2006: Platonow (Schaubühne, Berlin)
- 2008: Anatol (Schaubühne, Berlin)
- 2010: Kinder der Sonne (Thalia Theater, Hamburg)
- 2010: Hamlet (Thalia Theater, Hamburg)
- 2011: Merlin oder Das wüste Land (Thalia Theater, Hamburg)
- 2011: Die Zeit der Besessenen (Thalia Theater, Hamburg)
- 2012: Jeder stirbt für sich allein (Thalia Theater, Hamburg)
- 2013: Moby Dick (Thalia Theater, Hamburg)
- 2013: Don Giovanni. Letzte Party (Thalia Theater, Hamburg)
- 2015: Die Blechtrommel (Thalia Theater, Hamburg)
- 2018: Medea und Jason (Thalia Theater, Hamburg)
- 2018: Der Sturm, A lullaby for suffering (Thalia Theater, Hamburg)
- 2019: Rom (Thalia Theater, Hamburg)
- 2019: Die Katze und der General (Thalia Theater, Hamburg)
- 2019: Vor dem Fest (Thalia Theater, Hamburg)
- 2020: (R)Evolution (Thalia Theater, Hamburg)
- 2021: Pipi Langstrumpf (Thalia Theater, Hamburg)
- 2021: Jakobsbrüder (Thalia Theater, Hamburg)
- 2022: Hotel Savoy (Thalia Theater, Hamburg)
- 2023: Der Sandmann (Thalia Theater, Hamburg)
- 2023: Die Besessenen (Thalia Theater, Hamburg)

## Filmografie (Auswahl)
- 2003: Wolfsburg
- 2003: Abschnitt 40 (Fernsehserie, Folge Seelenfrieden)
- 2004: Woyzeck (Fernsehfilm)
- 2004: Land’s End (Fernsehfilm)
- 2004: Kleine Schwester (Fernsehfilm)
- 2008: Die Frau aus dem Meer (Fernsehfilm)
- 2008: Dr. Molly & Karl (Fernsehserie, Folge Der tiefe Schlaf)
- 2010: Wie Matrosen
- 2010: Im Schatten
- 2010: Tom Atkins Blues
- 2010: Entzauberungen
- 2011: SOKO Wismar (Fernsehserie, Folge Umzug in den Tod)
- 2012: Gestern waren wir Fremde (Fernsehfilm)
- 2012: Großstadtrevier (Fernsehserie, Folge Monster)
- 2013: Unter anderen Umständen: Der Mörder unter uns (Fernsehreihe)
- 2013: Polizeiruf 110: Zwischen den Welten (Fernsehreihe)
- 2014: Friesland: Mörderische Gezeiten (Fernsehreihe)
- 2014: Im Labyrinth des Schweigens
- 2015: Weak Heart Drop
- 2015: Nord Nord Mord: Clüvers Geheimnis (Fernsehreihe)
- 2015: SOKO Stuttgart (Fernsehserie, Folge Tod und Taube)
- 2015: Dengler: Die letzte Flucht (Fernsehreihe)
- 2016: Operation Zucker: Jagdgesellschaft (Fernsehfilm)
- 2016: Vor der Morgenröte
- 2016: Goster
- 2016: Lotte Jäger und das tote Mädchen (Fernsehreihe)
- 2016: Tatort: Klingelingeling (Fernsehreihe)
- 2017: Kein Herz für Inder (Fernsehfilm)
- 2017: Zarah – Wilde Jahre (Fernsehserie, 2 Folgen)
- 2017: Keine zweite Chance (Fernsehzweiteiler)
- 2018: SOKO Hamburg (Fernsehserie, Folge Hansa Harmonia)
- 2018: Nord bei Nordwest – Waidmannsheil (Fernsehreihe)
- 2018: Am Ende ist man tot
- 2019: Morden im Norden (Fernsehserie, Folge Falsche Dosis)
- 2019: Als Hitler das rosa Kaninchen stahl
- 2020: Das Mädchen am Strand (Fernsehzweiteiler)
- 2020: Die Toten am Meer (Fernsehfilm)
- 2021: Leben über Kreuz (Fernsehfilm)
- 2021: Tatort: Neugeboren (Fernsehreihe)
- 2022: Kommissarin Lucas – Helden wie wir
- 2023: Helen Dorn: Das Recht zu schweigen
- 2024: Die Ermittlung

## Hörspiele
- 1999: Marius von Mayenburg: Feuergesicht (Kurt) – Regie: Götz Fritsch (Hörspielbearbeitung – SFB/ORB/NDR)
- 2014: Joachim Ringelnatz: Als Mariner im Krieg – Regie: Harald Krewer (Hörspiel – NDR/DKultur)